# Осокин, Сергей Викторович
Сергей Викторович Осокин (род. 6 октября 1981 года, Коломна) — российский музыкант-аккордеонист, преподаватель.

## Биография
Сергей Осокин родился в Коломне, где и получил первое музыкальное образование у преподавателя О. А. Макаровой. Учился в общеобразовательной средней школе № 15.
Сергей Осокин — выпускник ДМШ № 22 им. Ю. Шапорина, Московского колледжа и Московского государственного института музыки им. А. Г. Шнитке (класс заведующего кафедрой, профессора Леденева Андрея Ивановича)), Российской академии музыки имени Гнесиных (класс профессора, народного артиста России Ф. Р. Липса). В летнее время в Суздале в летней творческой школе фонда «Новые имена» (1997—1998) занимался на мастер-классах у Юрия Шишкина.
В Российской академии музыки имени Гнесиных окончил магистратуру и аспирантуру.
Являлся стипендиатом международных фондов «Новые имена», «Русское исполнительское искусство» Архивная копия от 24 мая 2010 на Wayback Machine, солистом Московской государственной академической филармонии. Участник международных фестивалей, телевизионных проектов: «Утренняя звезда», «Танцы со звездами» Архивная копия от 29 ноября 2020 на Wayback Machine, «Главная сцена».
Доцент МГИМ им. А. Г. Шнитке. Член жюри международных конкурсов.

## Награды и звания
- I премия на Всероссийском конкурсе юных исполнителей (1995, Дубна);
- I премия «VI московского конкурса юных баянистов и аккордеонистов» (1996, Москва);
- I премия на Международном конкурсе юных исполнителей «Классическое наследие» (1997, Москва);
- I премия на Всероссийском конкурсе им. П. И. Белобородова (1997, Тула);
- II премия в III категории. 1999, Клингенталь (Германия);
- III премия на Международном конкурсе «Кубок Севера» (2000, Череповец);
- I премия на Всероссийском конкурсе «Большой приз Дона» (2001, Ростов-на-Дону);
- I премия VIII московского конкурса в категории варьете (2002, Москва);
- I премия в IV категории. 2002, Клингенталь (Германия);
- I премия на X международном конкурсе Arrasate Hiria. 2002, Аррасате-Мондрагон (Испания);
- I премия в категории концертных исполнителей. 2003, Кастельфидардо (Италия);
- III премия международного конкурса «Югория» (2004, Сургут);
- Гран-при V международного конкурса «Кубок Севера» (2004, Череповец);
- Гран-при международного конкурса «Шабыт». 2004, Астана (Казахстан);
- I премия в категории концертных исполнителей. 2005, Моро-Д’Оро (Италия);
- II премия в категории джазовых исполнителей. 2005, Моро-Д’Оро (Италия);
- III премия в категории варьете. 2005, Моро-Д’Оро (Италия);
- I премия в категории концертных исполнителей «Трофей Мира». 2005, Бурбуль (Франция);
- Золотой приз фестиваля «Апрельская весна». 2006, Пхеньян (Северная Корея)[3].

## Дискография
В музыкальном издательстве «Артсервис» Архивная копия от 17 июля 2014 на Wayback Machine вышли компакт-диски:
1. «Вечное возвращение» Архивная копия от 10 августа 2016 на Wayback Machine, 2007
2. Il Cinema Per Sempre Архивная копия от 28 марта 2016 на Wayback Machine, 2011
3. Il Dolce Dolore Архивная копия от 29 марта 2016 на Wayback Machine, 2014
4. SPACE Архивная копия от 19 августа 2016 на Wayback Machine, 2016